# Corades fusciplaga
Corades fusciplaga är en fjärilsart som beskrevs av Butler 1873. Corades fusciplaga ingår i släktet Corades och familjen praktfjärilar. Inga underarter finns listade i Catalogue of Life.